# 2013 RV124
2013 RV124, também escrito como 2013 RV124, é um objeto transnetuniano (TNO) que está localizado no Cinturão de Kuiper, uma região do Sistema Solar. Este corpo celeste é classificado como um cubewano. Ele possui uma magnitude absoluta de 5,9 e tem um diâmetro com cerca de 316 km. O astrônomo Mike Brown lista este corpo celeste em sua página na internet como um candidato a possível planeta anão.

## Descoberta
2013 RV124 foi descoberto no dia 2 de septembro de 2013 por uma câmera em Dark Energy Survey em Cerro Tololo.

## Órbita
A órbita de 2013 RV124 tem uma excentricidade de 0,104 e possui um semieixo maior de 44,746 UA. O seu periélio leva o mesmo a uma distância de 40,077 UA em relação ao Sol e seu afélio a 49,416 UA.